# Ruagea microphylla
Ruagea microphylla är en tvåhjärtbladig växtart som beskrevs av W.A. Palacios. Ruagea microphylla ingår i släktet Ruagea och familjen Meliaceae. Inga underarter finns listade i Catalogue of Life.